# Brabham BT62
Brabham BT62 – supersamochód klasy średniej produkowany pod brytyjsko-australijską marką Brabham w latach 2020–2024.

## Historia i opis modelu

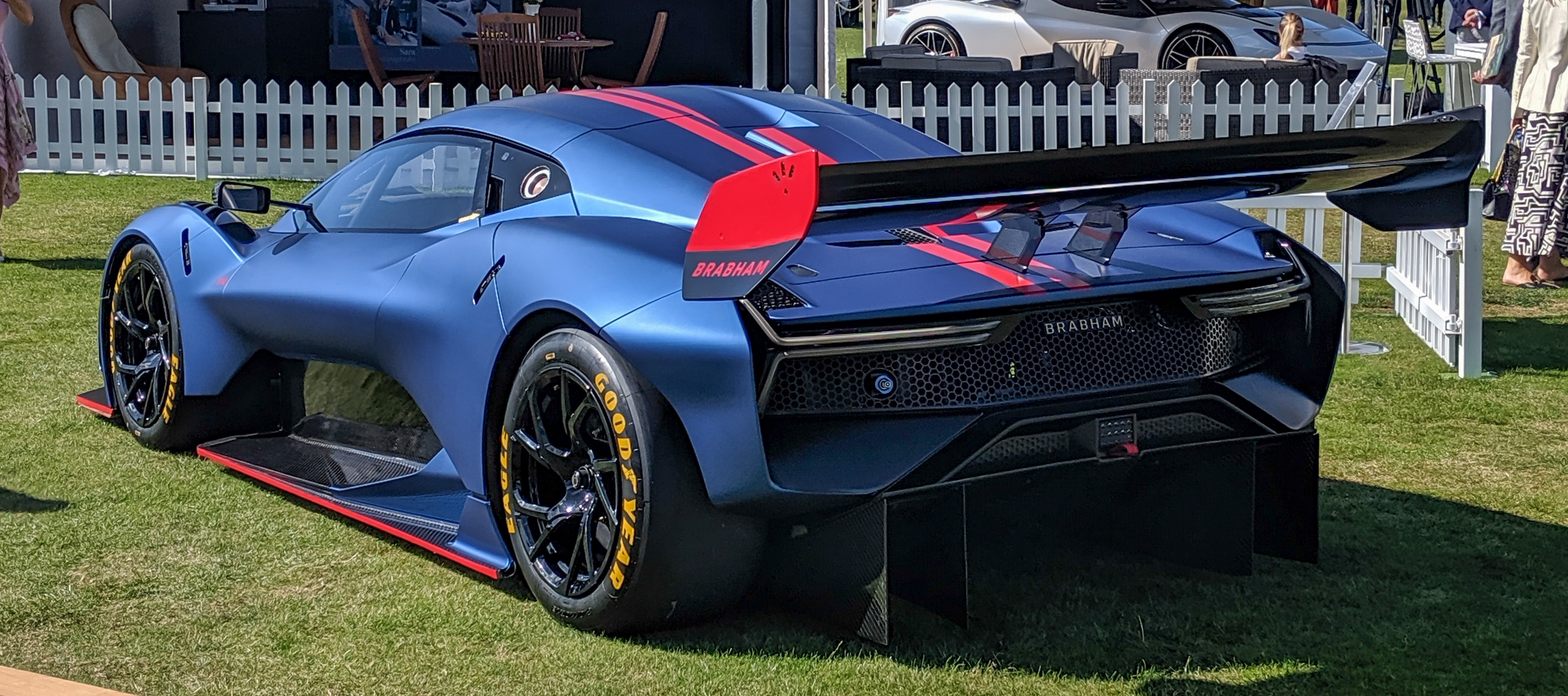
Brabham BT62 - tył

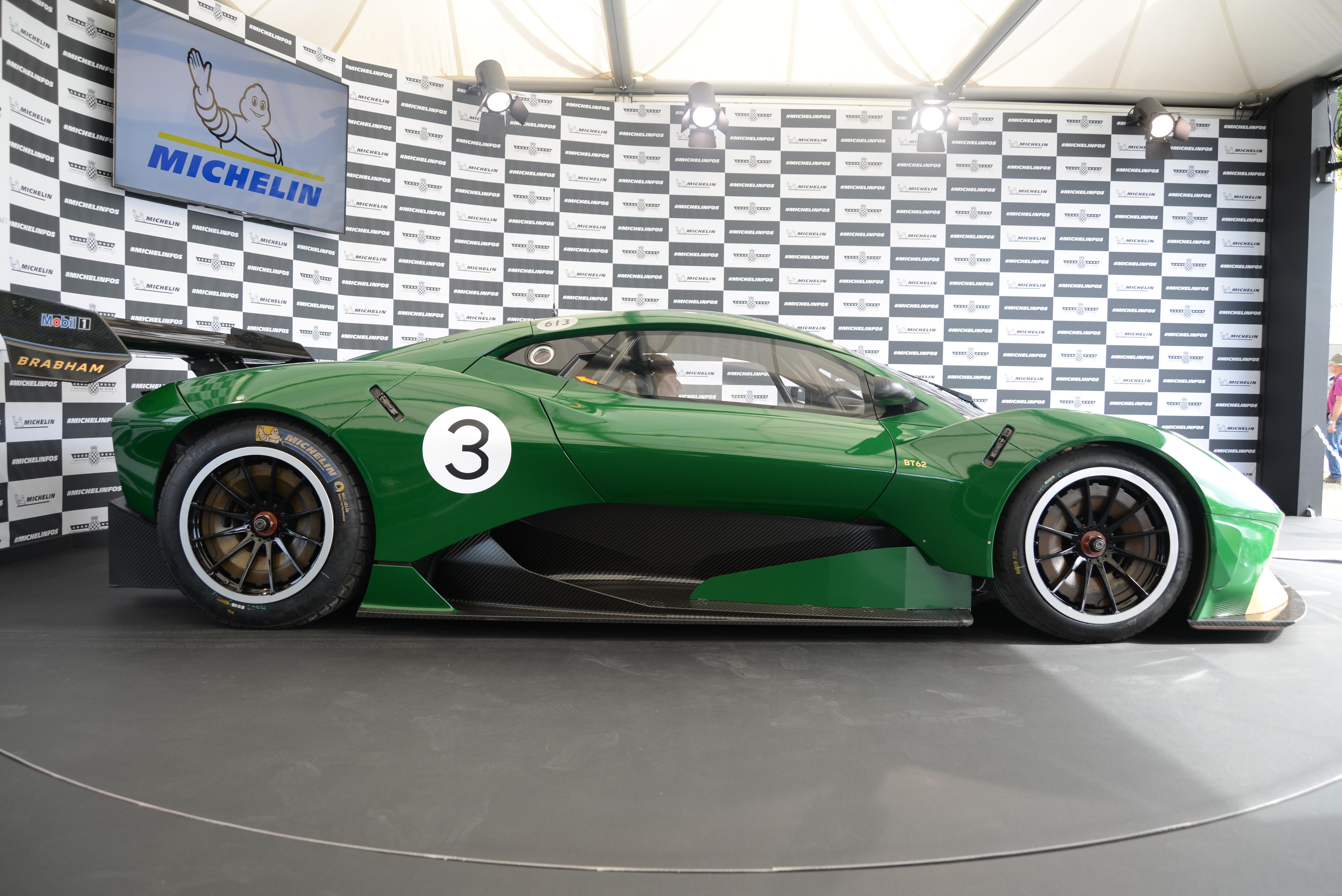
Brabham BT62 - profil

Brabham BT62 został zaprezentowany w maju 2018 roku, równocześnie z inauguracją działalności przedsiębiorstwa Brabham Automotive. Pojazd przyjął postać dwumiejscowego, dwudrzwiowego supersamochodu w formie samochdu wyścigowego dostosowanego do poruszania się w warunkach torowych. 
Ze względu jego przeznaczenia, kształt nadwozia i ospojlerowanie zostało przystosowane do zapewnienia jak najlepszych właściwości podczas jazdy na torach, zapewniając docisk nadwozia sięgający 1200 kg. 
Początkowo, w styczniu 2019 roku producent zaoferował możliwość wykupienia pakietu dla BT62 umożliwiającego dopuszczenie pojazdu do legalnego poruszania się po drogach publicznych. 

### BT62R
We wrześniu 2020 roku przedstawiona została pełnowartościowa, cywilna odmiana pod nazwą Brabham BT62R. Pojazd zyskał m.in. jednobarwne malowanie nadwozia, a także bardziej luksusowy wystrój nadwozia z wykończeniem ze skóry oraz alcantary.

### Silnik
- V8 5.4l Ford Modular